# Orbigny-au-Val
Orbigny-au-Val è un comune francese di 99 abitanti situato nel dipartimento dell'Alta Marna nella regione del Grand Est.

## Società

### Evoluzione demografica
Abitanti censiti